# Мирко Миликић
Мирко Миликић (Београд, 24. децембар 2001) црногорски је фудбалер који тренутно наступа за панчевачки Железничар.

## Каријера
Миликић је шест година провео у млађим категоријама ОФК Београда пре него што је прешао у Црвену звезду. С омладинском екипом тог клуба наступао је у УЕФА Лиги младих. Крајем јула 2020. године приступио је Инђији, али је два месеца касније отишао у Цеље. Како ни у том клубу није имао значајну улогу, почетком наредне године је прослеђен Радничком из Пирота. Такмичарску 2021/22. провео је у Жаркову где је на 20 утакмица у Првој лиги Србије био стрелац 3 поготка. У јуну 2022. године прешао је у Железничар из Панчева.